# Angel Olsen
Pour les articles homonymes, voir Olsen.
Angel Olsen, née le 22 janvier 1987 à Saint-Louis au Missouri, est une auteure-compositrice-interprète américaine de folk et de rock.

## Discographie

### Solo
- Strange Cacti (cassette), juillet 2010, Bathetic Records.
- Lady Of The Waterpark (cassette), septembre 2010, Love Lion Records.
- Strange Cacti (LP edition), avril 2011, Bathetic Records.
- Half Way Home (LP edition), septembre 2012, Bathetic Records.
- Sleepwalker (7, Sweet Dreams / California), janvier 2013, Sixteen Tambourines.
- Burn Your Fire for No Witness (CD/LP/cassette), février 2014, Jagjaguwar (pour le cd/lp) et Bathetic (pour l'édition limitée cassette)
- Intern (single), juin 2016, Jagjaguwar.
- My Woman, septembre 2016, Jagjaguwar (UK #40).
- All Mirrors, octobre 2019, Jagjaguwar (UK #28)
- Whole New Mess, août 2020, Jagjaguwar
- Big Time, juin 2022, Jagjaguwar
- Cosmic Waves Volume 1, décembre 2024, Jagjaguwar (Compilation)

### AvecBonnie Prince Billy
- Island Brothers (Vinyl 10"), février 2011, Drag City Records.
- Wolfroy Goes to Town (CD/LP), octobre 2011, Drag City Records.
- Now Here's My Plan (CD/LP), juillet 2012, Drag City Records.

### Autres
- Tim Kinsella Sings the Songs of Marvin Tate by LeRoy Bach featuring Angel Olsen (LP), décembre 2013, Joyful Noise Recordings[2].
- Attics of My Life, extrait de l'album d'hommage de Grateful Dead Day of the Dead.